# 安德魯傑克森大學
安德魯傑克森大學在是美國阿拉巴馬州伯明罕的一所私立大學，於1994年成立，是一所以在職人士為對象的遙距大學，頒授本科生學士證書(Undergraduate Certificate)、副學士、學士學位及碩士學位。從2006年起，大學的所有課程都移往線上。大學強調具實效及可以即時應用的知識。

## 認證及資歷的承認
安德魯傑克森大學是美國阿拉巴馬州教育部正式授權進行高等教育的大學，並得到美國教育部授權的美國遙距教育培訓認證委員會（DETC ）認證批准，可在世界各國開展遙距教學，並授予學位的正規大學。大學亦是美國高等教育認證委員會（CHEA （页面存档备份，存于））、the American Council on Education (ACE) acenet.org （页面存档备份，存于）, the Council for Adult & Experiential Learning (CAEL) cael.org （页面存档备份，存于）, and the American Association of Collegiate Registrars & Admissions Officers (AACRAO) aacrao.org （页面存档备份，存于）認可的大學。它亦是美國DANTES 和GI Bill（美國軍方教育項目）的成員大學。
安德魯傑克森大學亦是聯合國教科文組織(UNESCO, http://www.unesco.org)旗下的%5B%5D世界大學聯盟 (IAU Database （页面存档备份，存于）) 內的國際認可大學。IAU Database包括了世界上超過180個國家及地區所提供的高等教育系統。

## 旗下院校
- 布萊恩崔西商企學院([https://web.archive.org/web/20111231053439/http://btc.aju.edu/ Brian Tracy College of Business and Entrepreneurship)：由美國潛能開發大師、暢銷書作家布萊恩·崔西（Brian Tracy）創辦的學院。

## 參看
- 關於美國第七任總統安德魯·傑克遜
- 美國大學列表

## 外部連結
- 大學官方網址*Jeffrey D. Rubenstein College of Criminal Justice
- （页面存档备份，存于）